# Černík (Slowakei)
Černík (bis 1927 slowakisch „Čornok“ oder „Černok“; ungarisch Csornok) ist eine Gemeinde im Westen der Slowakei mit 1058 Einwohnern (Stand 31. Dezember 2024), die zum Okres Nové Zámky, einem Kreis des Nitriansky kraj, gehört.

## Geographie

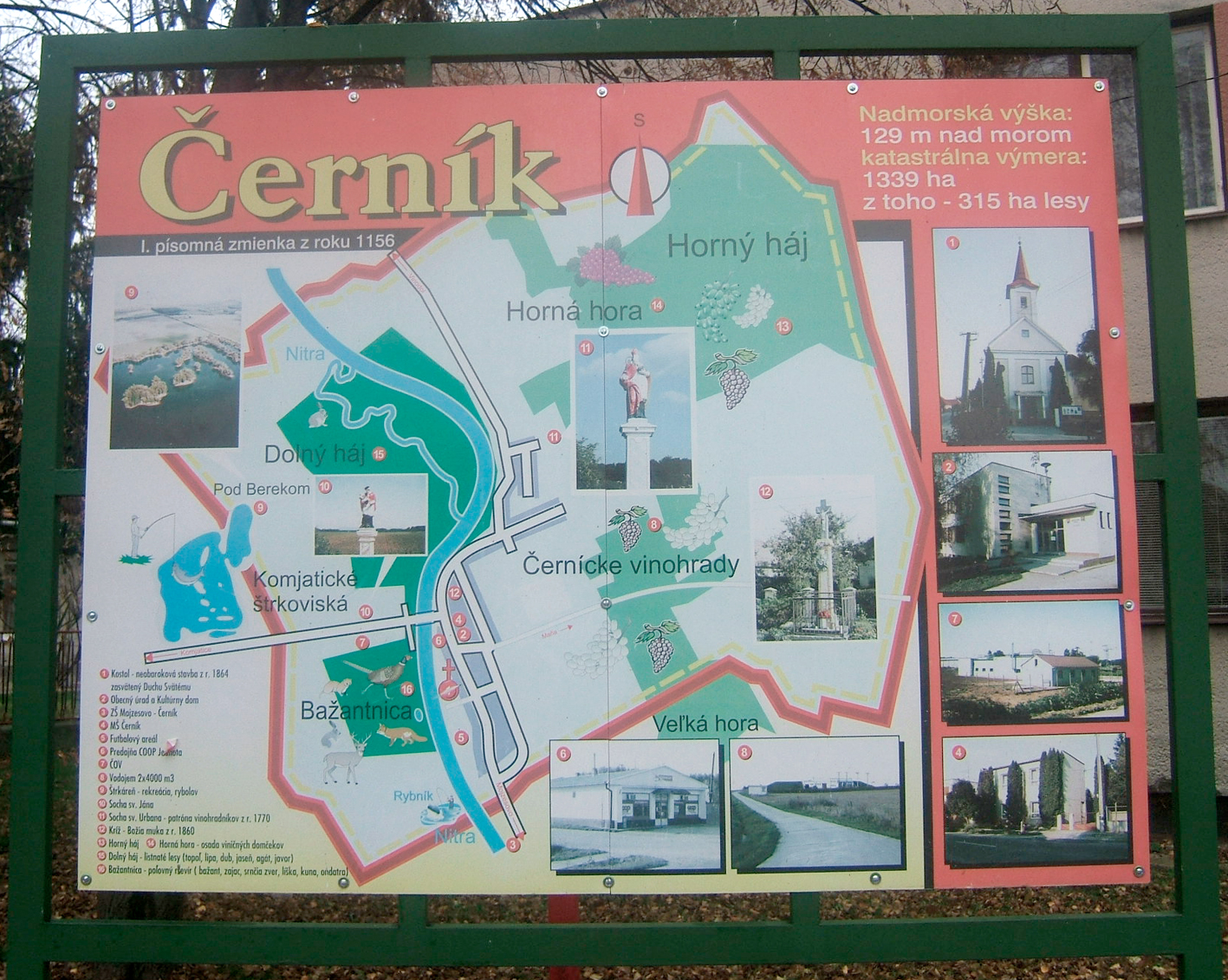
Karte der Gemeinde mit einigen Flurbezeichnungen und Objekten

Die Gemeinde befindet sich im slowakischen Donautiefland am Unterlauf der Nitra, an deren rechtem Ufer. Ein Teil im Osten erhebt sich als Teil des Hügellands Žitavská pahorkatina. Das Ortszentrum liegt auf einer Höhe von 129 m n.m. und ist 11 Kilometer von Šurany sowie jeweils 23 Kilometer von Nitra und Nové Zámky entfernt.
Nachbargemeinden sind Vinodol im Norden, Michal nad Žitavou im Nordosten, Kmeťovo und Maňa im Osten, Mojzesovo im Süden und Komjatice im Westen.

## Geschichte

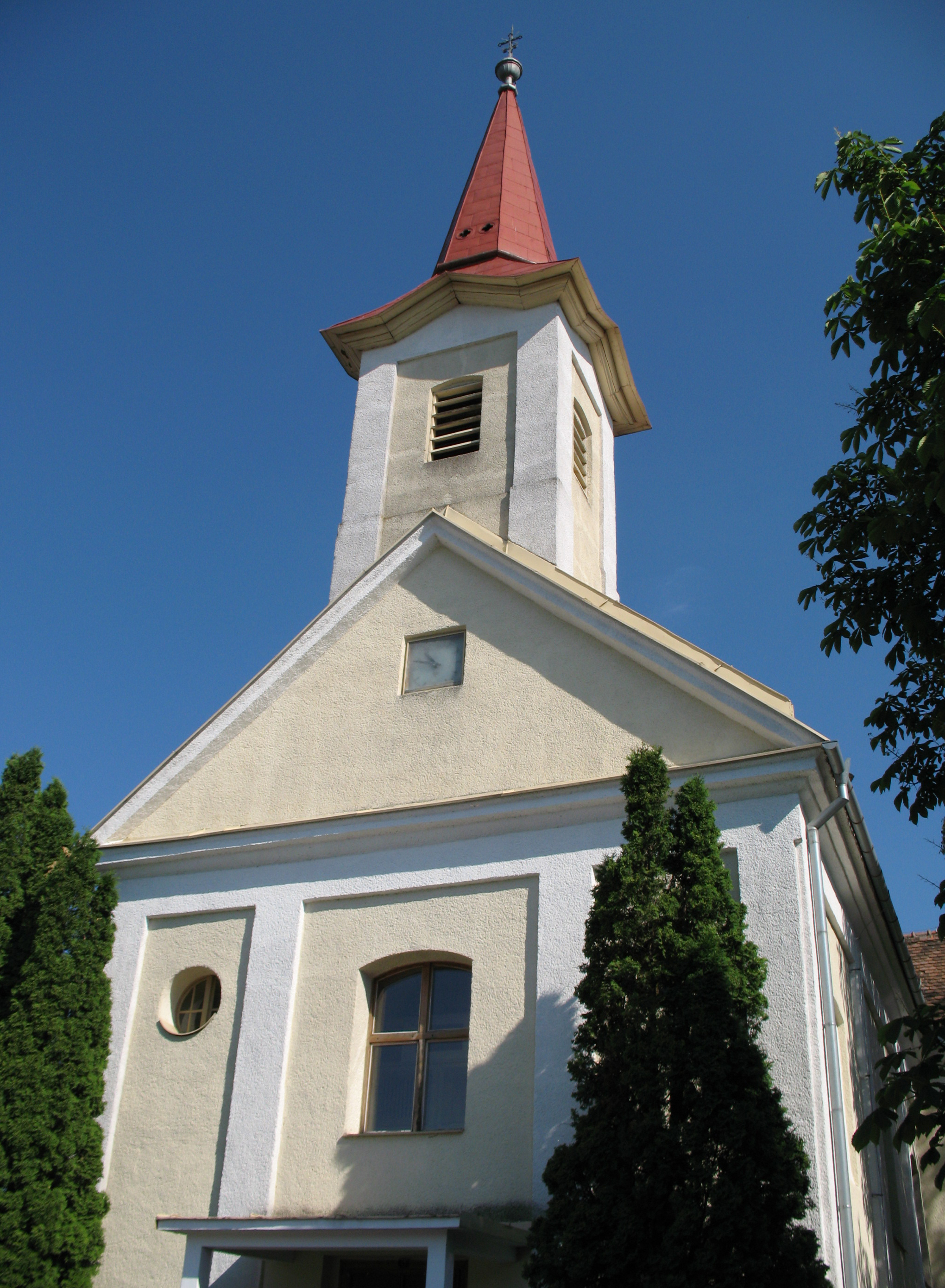
Kirche in Černík

Černík wurde zum ersten Mal 1156 als Cernic schriftlich erwähnt. Weitere historische Namen sind unter anderen Chornok utraque (1428), Felsewchornok (1439), Alsochornik (1444) und Cschornok (1786). Nach 1554 war das Dorf gegenüber dem Osmanischen Reich tributpflichtig, 1598 wurde es von osmanischen Truppen niedergebrannt. 1828 zählte man 80 Häuser und 559 Einwohner, die als Landwirte beschäftigt waren.
Bis 1918/1919 gehörte der im Komitat Neutra liegende Ort zum Königreich Ungarn und kam danach zur Tschechoslowakei beziehungsweise heute Slowakei. Auf Grund des Ersten Wiener Schiedsspruchs lag er 1938–1945 noch einmal in Ungarn.

## Bevölkerung
| Jahr                | 1994 | 2004    | 2014    | 2024    |
| ------------------- | ---- | ------- | ------- | ------- |
| Anzahl der Personen | 1013 | 992     | 1016    | 1058    |
| Unterschied         |      | −2,07 % | +2,41 % | +4,13 % |

| Jahr                | 2023 | 2024    |
| ------------------- | ---- | ------- |
| Anzahl der Personen | 1037 | 1058    |
| Unterschied         |      | +2,02 % |

Nach der Volkszählung 2011 wohnten in Černík 1013 Einwohner, davon 920 Slowaken, jeweils vier Magyaren und Tschechen und zwei Russen. Ein Einwohner gab eine andere Ethnie an und 82 Einwohner machten keine Angabe zur Ethnie.
871 Einwohner bekannten sich zur römisch-katholischen Kirche sowie jeweils zwei Einwohner zur Evangelischen Kirche A. B. und zur orthodoxen Kirche; zwei Einwohner bekannten sich zu einer anderen Konfession. 32 Einwohner waren konfessionslos und bei 104 Einwohnern wurde die Konfession nicht ermittelt.

## Bauwerke
- römisch-katholische Heilig-Geist-Kirche im neobarocken Stil aus dem Jahr 1864